# 東浅井郡

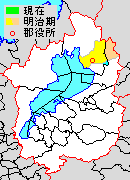
滋賀県東浅井郡の位置（黄：明治期 薄黄：後に他郡に編入された区域 水色：後に他郡から編入した区域）

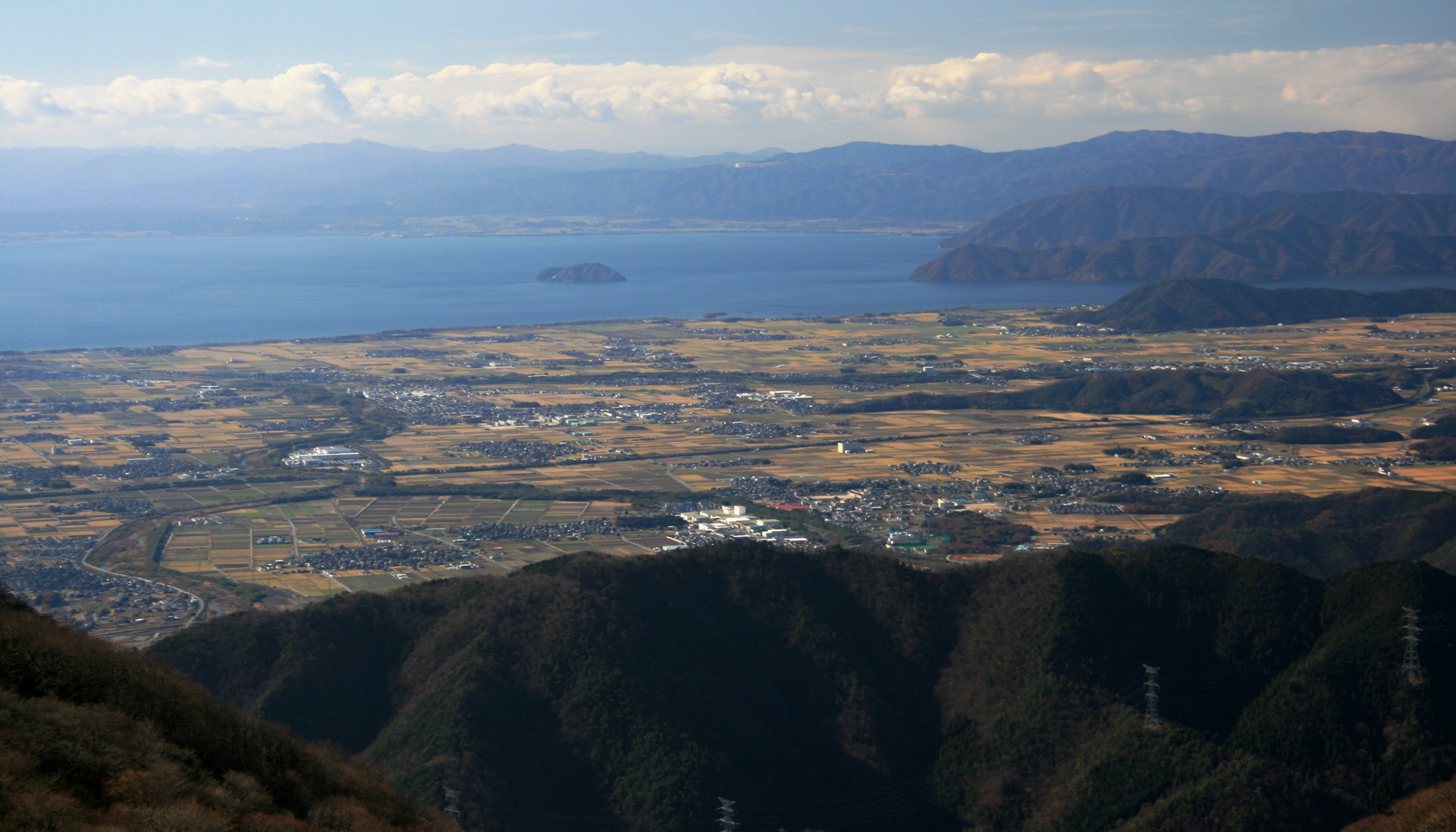
伊吹山地から望む東浅井郡周辺と琵琶湖

東浅井郡（ひがしあざいぐん）は、滋賀県にあった郡。

## 郡域
1879年（明治12年）に行政区画として発足した当時の郡域は、下記の区域にあたる。
- 長浜市の一部（細江町、曽根町、大井町、宮部町、大路町、三田町、野村町、佐野町、今荘町以北かつ湖北町各町、下山田町、小谷上山田町、谷口町、高山町以南）
- 米原市の一部（甲津原・曲谷・甲賀・吉槻・上板並・下板並）

## 歴史
郡の中心は北国街道に沿う速水（現・長浜市湖北町速水）であったが、北陸本線・虎姫駅の開業後は虎姫（現・長浜市五村付近）に移った。

### 郡発足までの沿革
- 「旧高旧領取調帳」に記載されている明治初年時点での、近江国浅井郡のうち後の本郡域の支配は以下の通り。●は村内に寺社領が、○は村内に寺社除地[1]が存在。（123村）

| 知行         | 知行                                   | 村数 | 村名 |
| ------------ | -------------------------------------- | ---- | --- |
| 幕府領       | 幕府領（大津代官所）                   | 31村 | 当目村、大門村、乗倉村、木尾村、別所村、南浜村、【甲津原村、曲谷村、甲賀村、吉槻村、高山村、寺師村、西村、●田村（現・長浜市太田町）、中村、野瀬村、郷野村、鍛冶屋村、徳山村、小野寺村、北ノ郷村、小室村、上野村、野田村、力丸村、黒部村、谷口村、北野村、竜安寺村、竜岸寺村、池奥村】 |
| 幕府領       | 幕府領（彦根藩預地）                   | 21村 | 飯山村、大依村、八島村、中野村、細江村、猫口村、猫沢村、田中村、川原村、種路村、難波村、上八木村、益田村、●早崎村、今西村、○尾上村、田村（現・長浜市虎姫町田）、【西主計村、野村、三田村、須賀谷村】                                                                                  |
| 幕府領       | 旗本領                                 | 8村  | ○留目村、錦織村、稲葉村、延勝寺村、酢村、【上板並村、下板並村、南池村】 |
| 幕府領       | 幕府領（大津・彦根）                   | 1村  | 市場村 |
| 幕府領       | 幕府領（大津）・旗本領                 | 2村  | 【南郷村、湯次村】 |
| 藩領         | 近江彦根藩                             | 16村 | 今村、郡上村、●尊勝寺村、二俣村、丁野村、山脇村、八日市村、●伊部村、馬渡村、【東野村、東主計村、大路村、内保村、上山田村、尊野村、下山田村】 |
| 藩領         | 大和郡山藩                             | 8村  | 唐国村、津里村、小倉村、香花寺村、弓削村、新居村、野寺村、【今庄村】 |
| 藩領         | 山城淀藩                               | 6村  | 瓜生村、田川村、山之前村、河毛村、速水村、【●平塚村】 |
| 藩領         | 三河吉田藩                             | 5村  | 五村、小今村、落合村、南速水村、【高畑村】 |
| 藩領         | 出羽山形藩                             | 2村  | 岡谷村、醍醐村 |
| 藩領         | 近江膳所藩                             | 2村  | 高田村、安養寺村 |
| 藩領         | 淀藩・山形藩                           | 1村  | 大寺村 |
| 幕府領・藩領 | 幕府領（大津）・郡山藩                 | 4村  | 五坪村、川道村、大浜村、【法楽寺村】 |
| 幕府領・藩領 | 幕府領（彦根）・郡山藩                 | 1村  | 【佐野村】 |
| 幕府領・藩領 | 幕府領（大津）・郡山藩・膳所藩         | 1村  | ○青名村 |
| 幕府領・藩領 | 幕府領（彦根）・淀藩                   | 1村  | 賀村 |
| 幕府領・藩領 | 幕府領（大津）・吉田藩・膳所藩         | 1村  | 海老江村 |
| 幕府領・藩領 | 幕府領（大津）・山形藩                 | 2村  | 月ヶ瀬村、八木浜村 |
| 幕府領・藩領 | 幕府領（大津）・旗本領・郡山藩・山形藩 | 1村  | ●下八木村 |
| 幕府領・藩領 | 幕府領（大津）・旗本領・淀藩           | 1村  | 曽根村 |
| 幕府領・藩領 | 幕府領（大津）・旗本領・山形藩         | 1村  | 十九村 |
| 幕府領・藩領 | 旗本領・彦根藩                         | 1村  | 【北池村】 |
| 幕府領・藩領 | 旗本領・彦根藩・吉田藩                 | 1村  | 大井村 |
| 幕府領・藩領 | 旗本領・郡山藩                         | 2村  | 宮部村、小観音寺村 |
| 幕府領・藩領 | 旗本領・山形藩                         | 2村  | 大安寺村、富田村 |
| 幕府領・藩領 | 旗本領・淀藩・山形藩・近江山上藩       | 1村  | 三川村 |

- 慶応4年
  - 3月7日（1868年3月30日） - 大津代官所に大津裁判所が設置され、大津代官所が管轄していた幕府領を管轄。
  - 4月28日（1868年5月20日） - 大津裁判所の管轄地域が大津県の管轄となる。
- 明治2年6月19日（1869年7月27日） - 版籍奉還により、吉田藩が改称して豊橋藩となる。
- 明治3年
  - 2月 - 旗本領が大津県の管轄となる。
  - 7月17日（1870年8月13日） - 山形藩が転封により近江朝日山藩となる。それにともない郡内で領地替えが行われ、上表の【　】内47村を除く76村を管轄。後の本郡域の膳所藩領・山上藩領が消滅。
- 明治4年
  - 4月 - 彦根藩預地が大津県の管轄となる。
  - 7月14日（1871年8月29日） - 廃藩置県により、藩領が彦根県、豊橋県、郡山県、淀県、朝日山県の管轄となる。
  - 11月15日（1871年12月26日） - 第1次府県統合により、豊橋県の管轄地域が額田県の管轄となる。
  - 11月22日（1872年1月2日） - 第1次府県統合により、全域が長浜県の管轄となる。
- 明治5年
  - 2月27日（1872年4月4日） - 長浜県が改称して犬上県となる。
  - 9月28日（1872年10月30日） - 滋賀県の管轄となる。
- 明治7年（1874年）（126村）
  - 尊勝寺村の一部（出郷西野）が分立して西野村となる。
  - 丁野村東端の荒れ地より美濃山村が起立。
  - 津里村の一部が分立して石川村・東尾上村となる。
  - 五坪村の一部（枝郷大光寺）が分立して大光寺村となる。
  - 川原村・種路村・市場村が合併して山本村となる。
  - 田村（現・長浜市太田町）が太田村に、中村が草野村に、猫沢村が沢村にそれぞれ改称。

### 郡発足以降の沿革
- 明治12年（1879年）5月16日 - 郡区町村編制法の滋賀県での施行により、浅井郡のうち126村の区域に行政区画としての東浅井郡が発足。当初は郡役所が速水村に設置されたが、その後、「坂田東浅井郡役所」が坂田郡長浜町に設置され、同郡とともに管轄。
- 明治15年（1882年） - 竜岸寺村が北野村に合併。（125村）

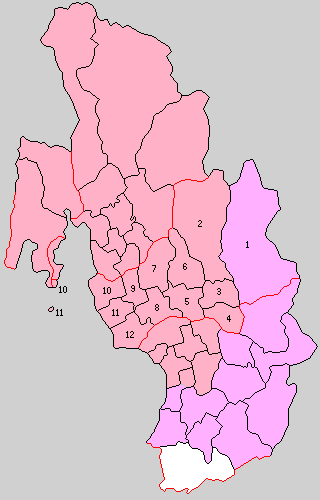
1.東草野村 2.上草野村 3.下草野村 4.七尾村 5.湯田村 6.田根村 7.小谷村 8.虎姫村 9.速水村 10.朝日村 11.竹生村 12.大郷村（赤：長浜市 桃：米原市）

- 明治22年（1889年）4月1日 - 町村制の施行により、以下の町村が発足。特記以外は全域が現・長浜市。（12村）
  - 東草野村 ← 甲津原村、曲谷村、甲賀村、吉槻村、上板並村、下板並村（現・米原市）
  - 上草野村 ← 郷野村、野瀬村、草野村、高山村、寺師村、西村、太田村、鍛冶屋村、岡谷村
  - 下草野村 ← 徳山村、醍醐村、小野寺村、東野村、北ノ郷村、飯山村、当目村、大門村、乗倉村、南郷村、西主計村、東主計村
  - 七尾村 ← 法楽寺村、南池村、北池村、佐野村、今庄村、野村、坂田郡相撲庭村
  - 湯田村 ← 三田村、大路村、内保村、湯次村、尊野村、平塚村、八島村、大依村、尊勝寺村、西野村、山之前村
  - 田根村 ← 木尾村、上野村、小室村、黒部村、竜安寺村、谷口村、北野村、力丸村、野田村、高畑村、池奥村、瓜生村、田川村、須賀谷村
  - 小谷村 ← 美濃山村、上山田村、下山田村、二俣村、丁野村、山脇村、河毛村、別所村、留目村、伊部村、郡上村
  - 虎姫村 ← 中野村、大寺村、三川村、宮部村、大井村、五村、酢村、田村、月ヶ瀬村、唐国村
  - 速水村 ← 小今村、賀村、馬渡村、大安寺村、南速水村、小倉村、高田村、速水村、青名村、八日市村、猫口村、沢村、今村
  - 朝日村 ← 大光寺村、五坪村、田中村、山本村、津里村、石川村、尾上村、東尾上村、今西村、延勝寺村、海老江村
  - 竹生村 ← 安養寺村、益田村、富田村、香花寺村、稲葉村、小観音寺村、弓削村、十九村、上八木村、下八木村、早崎村
  - 南福村 ← 錦織村、落合村、難波村、新居村、野寺村、八木浜村、大浜村、南浜村、川道村、曽根村、細江村
- 明治23年（1890年）3月15日 - 南福村が改称して大郷村となる。
- 明治31年（1898年）4月1日 - 郡制を施行。郡役所が虎姫村に設置。
- 大正12年（1923年）4月1日 - 郡会が廃止。郡役所は存続。
- 大正15年（1926年）7月1日 - 郡役所が廃止。以降は地域区分名称となる。
- 昭和15年（1940年）12月10日 - 虎姫村が町制施行して虎姫町となる。（1町11村）
- 昭和29年（1954年）10月1日 - 湯田村・田根村・下草野村・七尾村が合併して浅井町が発足。（2町7村）
- 昭和30年（1955年）1月1日 - 小谷村・速水村が合併して湖北町が発足。（3町5村）
- 昭和31年（1956年）
  - 5月3日 - 上草野村が浅井町に編入。（3町4村）
  - 9月1日 - 東草野村が坂田郡春照村・伊吹村と合併し、改めて坂田郡伊吹村が発足、郡より離脱。（3町3村）
  - 9月25日 - 大郷村・竹生村が合併してびわ村が発足。（3町2村）
  - 9月30日 - 湖北町・朝日村が合併し、改めて湖北町が発足。（3町1村）
- 昭和46年（1971年）4月1日 - びわ村が町制施行してびわ町となる。（4町）
- 平成18年（2006年）2月13日 - 浅井町・びわ町が長浜市と合併し、改めて長浜市が発足、郡より離脱。（2町）
- 平成22年（2010年）1月1日 - 虎姫町・湖北町が長浜市に編入。同日東浅井郡消滅。

### 変遷表
| 明治以前       | 明治初年 - 明治22年   | 明治22年 4月1日 町村制施行 | 明治22年 - 昭和20年          | 昭和21年 - 昭和30年    | 昭和31年 - 昭和40年               | 昭和41年 - 昭和64年              | 平成元年 - 現在              | 現在   |
| -------------- | --------------------- | -------------------------- | ---------------------------- | ---------------------- | --------------------------------- | -------------------------------- | ---------------------------- | ------ |
| 坂田郡相撲庭村 | 坂田郡相撲庭村        | 七尾村                     | 七尾村                       | 昭和29年10月1日 浅井町 | 浅井町                            | 浅井町                           | 平成18年2月13日 長浜市の一部 | 長浜市 |
| 法楽寺村       | 法楽寺村              | 七尾村                     | 七尾村                       | 昭和29年10月1日 浅井町 | 浅井町                            | 浅井町                           | 平成18年2月13日 長浜市の一部 | 長浜市 |
| 南池村         | 南池村                | 七尾村                     | 七尾村                       | 昭和29年10月1日 浅井町 | 浅井町                            | 浅井町                           | 平成18年2月13日 長浜市の一部 | 長浜市 |
| 北池村         | 北池村                | 七尾村                     | 七尾村                       | 昭和29年10月1日 浅井町 | 浅井町                            | 浅井町                           | 平成18年2月13日 長浜市の一部 | 長浜市 |
| 佐野村         | 佐野村                | 七尾村                     | 七尾村                       | 昭和29年10月1日 浅井町 | 浅井町                            | 浅井町                           | 平成18年2月13日 長浜市の一部 | 長浜市 |
| 今庄村         | 今庄村                | 七尾村                     | 七尾村                       | 昭和29年10月1日 浅井町 | 浅井町                            | 浅井町                           | 平成18年2月13日 長浜市の一部 | 長浜市 |
| 野村           | 野村                  | 七尾村                     | 七尾村                       | 昭和29年10月1日 浅井町 | 浅井町                            | 浅井町                           | 平成18年2月13日 長浜市の一部 | 長浜市 |
| 木尾村         | 木尾村                | 田根村                     | 田根村                       | 昭和29年10月1日 浅井町 | 浅井町                            | 浅井町                           | 平成18年2月13日 長浜市の一部 | 長浜市 |
| 上野村         | 上野村                | 田根村                     | 田根村                       | 昭和29年10月1日 浅井町 | 浅井町                            | 浅井町                           | 平成18年2月13日 長浜市の一部 | 長浜市 |
| 小室村         | 小室村                | 田根村                     | 田根村                       | 昭和29年10月1日 浅井町 | 浅井町                            | 浅井町                           | 平成18年2月13日 長浜市の一部 | 長浜市 |
| 黒部村         | 黒部村                | 田根村                     | 田根村                       | 昭和29年10月1日 浅井町 | 浅井町                            | 浅井町                           | 平成18年2月13日 長浜市の一部 | 長浜市 |
| 竜安寺村       | 竜安寺村              | 田根村                     | 田根村                       | 昭和29年10月1日 浅井町 | 浅井町                            | 浅井町                           | 平成18年2月13日 長浜市の一部 | 長浜市 |
| 谷口村         | 谷口村                | 田根村                     | 田根村                       | 昭和29年10月1日 浅井町 | 浅井町                            | 浅井町                           | 平成18年2月13日 長浜市の一部 | 長浜市 |
| 北野村         | 明治15年 北野村       | 田根村                     | 田根村                       | 昭和29年10月1日 浅井町 | 浅井町                            | 浅井町                           | 平成18年2月13日 長浜市の一部 | 長浜市 |
| 竜岸寺村       | 明治15年 北野村       | 田根村                     | 田根村                       | 昭和29年10月1日 浅井町 | 浅井町                            | 浅井町                           | 平成18年2月13日 長浜市の一部 | 長浜市 |
| 力丸村         | 力丸村                | 田根村                     | 田根村                       | 昭和29年10月1日 浅井町 | 浅井町                            | 浅井町                           | 平成18年2月13日 長浜市の一部 | 長浜市 |
| 野田村         | 野田村                | 田根村                     | 田根村                       | 昭和29年10月1日 浅井町 | 浅井町                            | 浅井町                           | 平成18年2月13日 長浜市の一部 | 長浜市 |
| 高畑村         | 高畑村                | 田根村                     | 田根村                       | 昭和29年10月1日 浅井町 | 浅井町                            | 浅井町                           | 平成18年2月13日 長浜市の一部 | 長浜市 |
| 池奥村         | 池奥村                | 田根村                     | 田根村                       | 昭和29年10月1日 浅井町 | 浅井町                            | 浅井町                           | 平成18年2月13日 長浜市の一部 | 長浜市 |
| 瓜生村         | 瓜生村                | 田根村                     | 田根村                       | 昭和29年10月1日 浅井町 | 浅井町                            | 浅井町                           | 平成18年2月13日 長浜市の一部 | 長浜市 |
| 田川村         | 田川村                | 田根村                     | 田根村                       | 昭和29年10月1日 浅井町 | 浅井町                            | 浅井町                           | 平成18年2月13日 長浜市の一部 | 長浜市 |
| 須賀谷村       | 須賀谷村              | 田根村                     | 田根村                       | 昭和29年10月1日 浅井町 | 浅井町                            | 浅井町                           | 平成18年2月13日 長浜市の一部 | 長浜市 |
| 三田村         | 三田村                | 湯田村                     | 湯田村                       | 昭和29年10月1日 浅井町 | 浅井町                            | 浅井町                           | 平成18年2月13日 長浜市の一部 | 長浜市 |
| 大路村         | 大路村                | 湯田村                     | 湯田村                       | 昭和29年10月1日 浅井町 | 浅井町                            | 浅井町                           | 平成18年2月13日 長浜市の一部 | 長浜市 |
| 内保村         | 内保村                | 湯田村                     | 湯田村                       | 昭和29年10月1日 浅井町 | 浅井町                            | 浅井町                           | 平成18年2月13日 長浜市の一部 | 長浜市 |
| 湯次村         | 湯次村                | 湯田村                     | 湯田村                       | 昭和29年10月1日 浅井町 | 浅井町                            | 浅井町                           | 平成18年2月13日 長浜市の一部 | 長浜市 |
| 尊野村         | 尊野村                | 湯田村                     | 湯田村                       | 昭和29年10月1日 浅井町 | 浅井町                            | 浅井町                           | 平成18年2月13日 長浜市の一部 | 長浜市 |
| 平塚村         | 平塚村                | 湯田村                     | 湯田村                       | 昭和29年10月1日 浅井町 | 浅井町                            | 浅井町                           | 平成18年2月13日 長浜市の一部 | 長浜市 |
| 八島村         | 八島村                | 湯田村                     | 湯田村                       | 昭和29年10月1日 浅井町 | 浅井町                            | 浅井町                           | 平成18年2月13日 長浜市の一部 | 長浜市 |
| 大依村         | 大依村                | 湯田村                     | 湯田村                       | 昭和29年10月1日 浅井町 | 浅井町                            | 浅井町                           | 平成18年2月13日 長浜市の一部 | 長浜市 |
| 尊勝寺村       | 尊勝寺村              | 湯田村                     | 湯田村                       | 昭和29年10月1日 浅井町 | 浅井町                            | 浅井町                           | 平成18年2月13日 長浜市の一部 | 長浜市 |
| 尊勝寺村       | 明治7年 分立 西野村   | 湯田村                     | 湯田村                       | 昭和29年10月1日 浅井町 | 浅井町                            | 浅井町                           | 平成18年2月13日 長浜市の一部 | 長浜市 |
| 山之前村       | 山之前村              | 湯田村                     | 湯田村                       | 昭和29年10月1日 浅井町 | 浅井町                            | 浅井町                           | 平成18年2月13日 長浜市の一部 | 長浜市 |
| 徳山村         | 徳山村                | 下草野村                   | 下草野村                     | 昭和29年10月1日 浅井町 | 浅井町                            | 浅井町                           | 平成18年2月13日 長浜市の一部 | 長浜市 |
| 醍醐村         | 醍醐村                | 下草野村                   | 下草野村                     | 昭和29年10月1日 浅井町 | 浅井町                            | 浅井町                           | 平成18年2月13日 長浜市の一部 | 長浜市 |
| 小野寺村       | 小野寺村              | 下草野村                   | 下草野村                     | 昭和29年10月1日 浅井町 | 浅井町                            | 浅井町                           | 平成18年2月13日 長浜市の一部 | 長浜市 |
| 東野村         | 東野村                | 下草野村                   | 下草野村                     | 昭和29年10月1日 浅井町 | 浅井町                            | 浅井町                           | 平成18年2月13日 長浜市の一部 | 長浜市 |
| 北ノ郷村       | 北ノ郷村              | 下草野村                   | 下草野村                     | 昭和29年10月1日 浅井町 | 浅井町                            | 浅井町                           | 平成18年2月13日 長浜市の一部 | 長浜市 |
| 飯山村         | 飯山村                | 下草野村                   | 下草野村                     | 昭和29年10月1日 浅井町 | 浅井町                            | 浅井町                           | 平成18年2月13日 長浜市の一部 | 長浜市 |
| 当目村         | 当目村                | 下草野村                   | 下草野村                     | 昭和29年10月1日 浅井町 | 浅井町                            | 浅井町                           | 平成18年2月13日 長浜市の一部 | 長浜市 |
| 大門村         | 大門村                | 下草野村                   | 下草野村                     | 昭和29年10月1日 浅井町 | 浅井町                            | 浅井町                           | 平成18年2月13日 長浜市の一部 | 長浜市 |
| 乗倉村         | 乗倉村                | 下草野村                   | 下草野村                     | 昭和29年10月1日 浅井町 | 浅井町                            | 浅井町                           | 平成18年2月13日 長浜市の一部 | 長浜市 |
| 南郷村         | 南郷村                | 下草野村                   | 下草野村                     | 昭和29年10月1日 浅井町 | 浅井町                            | 浅井町                           | 平成18年2月13日 長浜市の一部 | 長浜市 |
| 西主計村       | 西主計村              | 下草野村                   | 下草野村                     | 昭和29年10月1日 浅井町 | 浅井町                            | 浅井町                           | 平成18年2月13日 長浜市の一部 | 長浜市 |
| 東主計村       | 東主計村              | 下草野村                   | 下草野村                     | 昭和29年10月1日 浅井町 | 浅井町                            | 浅井町                           | 平成18年2月13日 長浜市の一部 | 長浜市 |
| 郷野村         | 郷野村                | 上草野村                   | 上草野村                     | 上草野村               | 昭和31年5月3日 浅井町に編入       | 浅井町                           | 平成18年2月13日 長浜市の一部 | 長浜市 |
| 野瀬村         | 野瀬村                | 上草野村                   | 上草野村                     | 上草野村               | 昭和31年5月3日 浅井町に編入       | 浅井町                           | 平成18年2月13日 長浜市の一部 | 長浜市 |
| 中村           | 明治7年 改称 草野村   | 上草野村                   | 上草野村                     | 上草野村               | 昭和31年5月3日 浅井町に編入       | 浅井町                           | 平成18年2月13日 長浜市の一部 | 長浜市 |
| 高山村         | 高山村                | 上草野村                   | 上草野村                     | 上草野村               | 昭和31年5月3日 浅井町に編入       | 浅井町                           | 平成18年2月13日 長浜市の一部 | 長浜市 |
| 寺師村         | 寺師村                | 上草野村                   | 上草野村                     | 上草野村               | 昭和31年5月3日 浅井町に編入       | 浅井町                           | 平成18年2月13日 長浜市の一部 | 長浜市 |
| 西村           | 西村                  | 上草野村                   | 上草野村                     | 上草野村               | 昭和31年5月3日 浅井町に編入       | 浅井町                           | 平成18年2月13日 長浜市の一部 | 長浜市 |
| 田村           | 明治7年 改称 太田村   | 上草野村                   | 上草野村                     | 上草野村               | 昭和31年5月3日 浅井町に編入       | 浅井町                           | 平成18年2月13日 長浜市の一部 | 長浜市 |
| 鍛冶屋村       | 鍛冶屋村              | 上草野村                   | 上草野村                     | 上草野村               | 昭和31年5月3日 浅井町に編入       | 浅井町                           | 平成18年2月13日 長浜市の一部 | 長浜市 |
| 岡谷村         | 岡谷村                | 上草野村                   | 上草野村                     | 上草野村               | 昭和31年5月3日 浅井町に編入       | 浅井町                           | 平成18年2月13日 長浜市の一部 | 長浜市 |
| 錦織村         | 錦織村                | 南福村                     | 明治23年3月15日 改称 大郷村  | 大郷村                 | 昭和31年9月25日 びわ村            | 昭和46年4月1日 町制 びわ町       | 平成18年2月13日 長浜市の一部 | 長浜市 |
| 落合村         | 落合村                | 南福村                     | 明治23年3月15日 改称 大郷村  | 大郷村                 | 昭和31年9月25日 びわ村            | 昭和46年4月1日 町制 びわ町       | 平成18年2月13日 長浜市の一部 | 長浜市 |
| 難波村         | 難波村                | 南福村                     | 明治23年3月15日 改称 大郷村  | 大郷村                 | 昭和31年9月25日 びわ村            | 昭和46年4月1日 町制 びわ町       | 平成18年2月13日 長浜市の一部 | 長浜市 |
| 新居村         | 新居村                | 南福村                     | 明治23年3月15日 改称 大郷村  | 大郷村                 | 昭和31年9月25日 びわ村            | 昭和46年4月1日 町制 びわ町       | 平成18年2月13日 長浜市の一部 | 長浜市 |
| 野寺村         | 野寺村                | 南福村                     | 明治23年3月15日 改称 大郷村  | 大郷村                 | 昭和31年9月25日 びわ村            | 昭和46年4月1日 町制 びわ町       | 平成18年2月13日 長浜市の一部 | 長浜市 |
| 八木浜村       | 八木浜村              | 南福村                     | 明治23年3月15日 改称 大郷村  | 大郷村                 | 昭和31年9月25日 びわ村            | 昭和46年4月1日 町制 びわ町       | 平成18年2月13日 長浜市の一部 | 長浜市 |
| 大浜村         | 大浜村                | 南福村                     | 明治23年3月15日 改称 大郷村  | 大郷村                 | 昭和31年9月25日 びわ村            | 昭和46年4月1日 町制 びわ町       | 平成18年2月13日 長浜市の一部 | 長浜市 |
| 南浜村         | 南浜村                | 南福村                     | 明治23年3月15日 改称 大郷村  | 大郷村                 | 昭和31年9月25日 びわ村            | 昭和46年4月1日 町制 びわ町       | 平成18年2月13日 長浜市の一部 | 長浜市 |
| 川道村         | 川道村                | 南福村                     | 明治23年3月15日 改称 大郷村  | 大郷村                 | 昭和31年9月25日 びわ村            | 昭和46年4月1日 町制 びわ町       | 平成18年2月13日 長浜市の一部 | 長浜市 |
| 曽根村         | 曽根村                | 南福村                     | 明治23年3月15日 改称 大郷村  | 大郷村                 | 昭和31年9月25日 びわ村            | 昭和46年4月1日 町制 びわ町       | 平成18年2月13日 長浜市の一部 | 長浜市 |
| 細江村         | 細江村                | 南福村                     | 明治23年3月15日 改称 大郷村  | 大郷村                 | 昭和31年9月25日 びわ村            | 昭和46年4月1日 町制 びわ町       | 平成18年2月13日 長浜市の一部 | 長浜市 |
| 安養寺村       | 安養寺村              | 竹生村                     | 竹生村                       | 竹生村                 | 昭和31年9月25日 びわ村            | 昭和46年4月1日 町制 びわ町       | 平成18年2月13日 長浜市の一部 | 長浜市 |
| 益田村         | 益田村                | 竹生村                     | 竹生村                       | 竹生村                 | 昭和31年9月25日 びわ村            | 昭和46年4月1日 町制 びわ町       | 平成18年2月13日 長浜市の一部 | 長浜市 |
| 富田村         | 富田村                | 竹生村                     | 竹生村                       | 竹生村                 | 昭和31年9月25日 びわ村            | 昭和46年4月1日 町制 びわ町       | 平成18年2月13日 長浜市の一部 | 長浜市 |
| 香花寺村       | 香花寺村              | 竹生村                     | 竹生村                       | 竹生村                 | 昭和31年9月25日 びわ村            | 昭和46年4月1日 町制 びわ町       | 平成18年2月13日 長浜市の一部 | 長浜市 |
| 稲葉村         | 稲葉村                | 竹生村                     | 竹生村                       | 竹生村                 | 昭和31年9月25日 びわ村            | 昭和46年4月1日 町制 びわ町       | 平成18年2月13日 長浜市の一部 | 長浜市 |
| 小観音寺村     | 小観音寺村            | 竹生村                     | 竹生村                       | 竹生村                 | 昭和31年9月25日 びわ村            | 昭和46年4月1日 町制 びわ町       | 平成18年2月13日 長浜市の一部 | 長浜市 |
| 弓削村         | 弓削村                | 竹生村                     | 竹生村                       | 竹生村                 | 昭和31年9月25日 びわ村            | 昭和46年4月1日 町制 びわ町       | 平成18年2月13日 長浜市の一部 | 長浜市 |
| 十九村         | 十九村                | 竹生村                     | 竹生村                       | 竹生村                 | 昭和31年9月25日 びわ村            | 昭和46年4月1日 町制 びわ町       | 平成18年2月13日 長浜市の一部 | 長浜市 |
| 上八木村       | 上八木村              | 竹生村                     | 竹生村                       | 竹生村                 | 昭和31年9月25日 びわ村            | 昭和46年4月1日 町制 びわ町       | 平成18年2月13日 長浜市の一部 | 長浜市 |
| 下八木村       | 下八木村              | 竹生村                     | 竹生村                       | 竹生村                 | 昭和31年9月25日 びわ村            | 昭和46年4月1日 町制 びわ町       | 平成18年2月13日 長浜市の一部 | 長浜市 |
| 早崎村         | 早崎村                | 竹生村                     | 竹生村                       | 竹生村                 | 昭和31年9月25日 びわ村            | 昭和46年4月1日 町制 びわ町       | 平成18年2月13日 長浜市の一部 | 長浜市 |
| 中野村         | 中野村                | 虎姫村                     | 昭和15年12月10日 町制 虎姫町 | 虎姫町                 | 虎姫町                            | 虎姫町                           | 平成22年1月1日 長浜市に編入  | 長浜市 |
| 大寺村         | 大寺村                | 虎姫村                     | 昭和15年12月10日 町制 虎姫町 | 虎姫町                 | 虎姫町                            | 虎姫町                           | 平成22年1月1日 長浜市に編入  | 長浜市 |
| 三川村         | 三川村                | 虎姫村                     | 昭和15年12月10日 町制 虎姫町 | 虎姫町                 | 虎姫町                            | 虎姫町                           | 平成22年1月1日 長浜市に編入  | 長浜市 |
| 宮部村         | 宮部村                | 虎姫村                     | 昭和15年12月10日 町制 虎姫町 | 虎姫町                 | 虎姫町                            | 虎姫町                           | 平成22年1月1日 長浜市に編入  | 長浜市 |
| 大井村         | 大井村                | 虎姫村                     | 昭和15年12月10日 町制 虎姫町 | 虎姫町                 | 虎姫町                            | 虎姫町                           | 平成22年1月1日 長浜市に編入  | 長浜市 |
| 五村           | 五村                  | 虎姫村                     | 昭和15年12月10日 町制 虎姫町 | 虎姫町                 | 虎姫町                            | 虎姫町                           | 平成22年1月1日 長浜市に編入  | 長浜市 |
| 酢村           | 酢村                  | 虎姫村                     | 昭和15年12月10日 町制 虎姫町 | 虎姫町                 | 虎姫町                            | 虎姫町                           | 平成22年1月1日 長浜市に編入  | 長浜市 |
| 田村           | 田村                  | 虎姫村                     | 昭和15年12月10日 町制 虎姫町 | 虎姫町                 | 虎姫町                            | 虎姫町                           | 平成22年1月1日 長浜市に編入  | 長浜市 |
| 月ヶ瀬村       | 月ヶ瀬村              | 虎姫村                     | 昭和15年12月10日 町制 虎姫町 | 虎姫町                 | 虎姫町                            | 虎姫町                           | 平成22年1月1日 長浜市に編入  | 長浜市 |
| 唐国村         | 唐国村                | 虎姫村                     | 昭和15年12月10日 町制 虎姫町 | 虎姫町                 | 虎姫町                            | 虎姫町                           | 平成22年1月1日 長浜市に編入  | 長浜市 |
| 小今村         | 小今村                | 速水村                     | 速水村                       | 昭和30年1月1日 湖北町  | 昭和31年9月30日 湖北町            | 湖北町                           | 平成22年1月1日 長浜市に編入  | 長浜市 |
| 賀村           | 賀村                  | 速水村                     | 速水村                       | 昭和30年1月1日 湖北町  | 昭和31年9月30日 湖北町            | 湖北町                           | 平成22年1月1日 長浜市に編入  | 長浜市 |
| 馬渡村         | 馬渡村                | 速水村                     | 速水村                       | 昭和30年1月1日 湖北町  | 昭和31年9月30日 湖北町            | 湖北町                           | 平成22年1月1日 長浜市に編入  | 長浜市 |
| 大安寺村       | 大安寺村              | 速水村                     | 速水村                       | 昭和30年1月1日 湖北町  | 昭和31年9月30日 湖北町            | 湖北町                           | 平成22年1月1日 長浜市に編入  | 長浜市 |
| 南速水村       | 南速水村              | 速水村                     | 速水村                       | 昭和30年1月1日 湖北町  | 昭和31年9月30日 湖北町            | 湖北町                           | 平成22年1月1日 長浜市に編入  | 長浜市 |
| 小倉村         | 小倉村                | 速水村                     | 速水村                       | 昭和30年1月1日 湖北町  | 昭和31年9月30日 湖北町            | 湖北町                           | 平成22年1月1日 長浜市に編入  | 長浜市 |
| 高田村         | 高田村                | 速水村                     | 速水村                       | 昭和30年1月1日 湖北町  | 昭和31年9月30日 湖北町            | 湖北町                           | 平成22年1月1日 長浜市に編入  | 長浜市 |
| 速水村         | 速水村                | 速水村                     | 速水村                       | 昭和30年1月1日 湖北町  | 昭和31年9月30日 湖北町            | 湖北町                           | 平成22年1月1日 長浜市に編入  | 長浜市 |
| 青名村         | 青名村                | 速水村                     | 速水村                       | 昭和30年1月1日 湖北町  | 昭和31年9月30日 湖北町            | 湖北町                           | 平成22年1月1日 長浜市に編入  | 長浜市 |
| 八日市村       | 八日市村              | 速水村                     | 速水村                       | 昭和30年1月1日 湖北町  | 昭和31年9月30日 湖北町            | 湖北町                           | 平成22年1月1日 長浜市に編入  | 長浜市 |
| 猫口村         | 猫口村                | 速水村                     | 速水村                       | 昭和30年1月1日 湖北町  | 昭和31年9月30日 湖北町            | 湖北町                           | 平成22年1月1日 長浜市に編入  | 長浜市 |
| 猫沢村         | 明治7年 改称 沢村     | 速水村                     | 速水村                       | 昭和30年1月1日 湖北町  | 昭和31年9月30日 湖北町            | 湖北町                           | 平成22年1月1日 長浜市に編入  | 長浜市 |
| 今村           | 今村                  | 速水村                     | 速水村                       | 昭和30年1月1日 湖北町  | 昭和31年9月30日 湖北町            | 湖北町                           | 平成22年1月1日 長浜市に編入  | 長浜市 |
| 上山田村       | 上山田村              | 小谷村                     | 小谷村                       | 昭和30年1月1日 湖北町  | 昭和31年9月30日 湖北町            | 湖北町                           | 平成22年1月1日 長浜市に編入  | 長浜市 |
| 下山田村       | 下山田村              | 小谷村                     | 小谷村                       | 昭和30年1月1日 湖北町  | 昭和31年9月30日 湖北町            | 湖北町                           | 平成22年1月1日 長浜市に編入  | 長浜市 |
| 二俣村         | 二俣村                | 小谷村                     | 小谷村                       | 昭和30年1月1日 湖北町  | 昭和31年9月30日 湖北町            | 湖北町                           | 平成22年1月1日 長浜市に編入  | 長浜市 |
| 丁野村         | 丁野村                | 小谷村                     | 小谷村                       | 昭和30年1月1日 湖北町  | 昭和31年9月30日 湖北町            | 湖北町                           | 平成22年1月1日 長浜市に編入  | 長浜市 |
| 山脇村         | 山脇村                | 小谷村                     | 小谷村                       | 昭和30年1月1日 湖北町  | 昭和31年9月30日 湖北町            | 湖北町                           | 平成22年1月1日 長浜市に編入  | 長浜市 |
| 河毛村         | 河毛村                | 小谷村                     | 小谷村                       | 昭和30年1月1日 湖北町  | 昭和31年9月30日 湖北町            | 湖北町                           | 平成22年1月1日 長浜市に編入  | 長浜市 |
| 別所村         | 別所村                | 小谷村                     | 小谷村                       | 昭和30年1月1日 湖北町  | 昭和31年9月30日 湖北町            | 湖北町                           | 平成22年1月1日 長浜市に編入  | 長浜市 |
| 留目村         | 留目村                | 小谷村                     | 小谷村                       | 昭和30年1月1日 湖北町  | 昭和31年9月30日 湖北町            | 湖北町                           | 平成22年1月1日 長浜市に編入  | 長浜市 |
| 伊部村         | 伊部村                | 小谷村                     | 小谷村                       | 昭和30年1月1日 湖北町  | 昭和31年9月30日 湖北町            | 湖北町                           | 平成22年1月1日 長浜市に編入  | 長浜市 |
| 郡上村         | 郡上村                | 小谷村                     | 小谷村                       | 昭和30年1月1日 湖北町  | 昭和31年9月30日 湖北町            | 湖北町                           | 平成22年1月1日 長浜市に編入  | 長浜市 |
|                | 明治7年 起立 美濃山村 | 小谷村                     | 小谷村                       | 昭和30年1月1日 湖北町  | 昭和31年9月30日 湖北町            | 湖北町                           | 平成22年1月1日 長浜市に編入  | 長浜市 |
| 五坪村         | 五坪村                | 朝日村                     | 朝日村                       | 朝日村                 | 昭和31年9月30日 湖北町            | 湖北町                           | 平成22年1月1日 長浜市に編入  | 長浜市 |
| 五坪村         | 明治7年 分立 大光寺村 | 朝日村                     | 朝日村                       | 朝日村                 | 昭和31年9月30日 湖北町            | 湖北町                           | 平成22年1月1日 長浜市に編入  | 長浜市 |
| 田中村         | 田中村                | 朝日村                     | 朝日村                       | 朝日村                 | 昭和31年9月30日 湖北町            | 湖北町                           | 平成22年1月1日 長浜市に編入  | 長浜市 |
| 川原村         | 明治7年 山本村        | 朝日村                     | 朝日村                       | 朝日村                 | 昭和31年9月30日 湖北町            | 湖北町                           | 平成22年1月1日 長浜市に編入  | 長浜市 |
| 種路村         | 明治7年 山本村        | 朝日村                     | 朝日村                       | 朝日村                 | 昭和31年9月30日 湖北町            | 湖北町                           | 平成22年1月1日 長浜市に編入  | 長浜市 |
| 市場村         | 明治7年 山本村        | 朝日村                     | 朝日村                       | 朝日村                 | 昭和31年9月30日 湖北町            | 湖北町                           | 平成22年1月1日 長浜市に編入  | 長浜市 |
| 津里村         | 津里村                | 朝日村                     | 朝日村                       | 朝日村                 | 昭和31年9月30日 湖北町            | 湖北町                           | 平成22年1月1日 長浜市に編入  | 長浜市 |
| 津里村         | 明治7年 分立 石川村   | 朝日村                     | 朝日村                       | 朝日村                 | 昭和31年9月30日 湖北町            | 湖北町                           | 平成22年1月1日 長浜市に編入  | 長浜市 |
| 津里村         | 明治7年 分立 東尾上村 | 朝日村                     | 朝日村                       | 朝日村                 | 昭和31年9月30日 湖北町            | 湖北町                           | 平成22年1月1日 長浜市に編入  | 長浜市 |
| 尾上村         | 尾上村                | 朝日村                     | 朝日村                       | 朝日村                 | 昭和31年9月30日 湖北町            | 湖北町                           | 平成22年1月1日 長浜市に編入  | 長浜市 |
| 今西村         | 今西村                | 朝日村                     | 朝日村                       | 朝日村                 | 昭和31年9月30日 湖北町            | 湖北町                           | 平成22年1月1日 長浜市に編入  | 長浜市 |
| 延勝寺村       | 延勝寺村              | 朝日村                     | 朝日村                       | 朝日村                 | 昭和31年9月30日 湖北町            | 湖北町                           | 平成22年1月1日 長浜市に編入  | 長浜市 |
| 海老江村       | 海老江村              | 朝日村                     | 朝日村                       | 朝日村                 | 昭和31年9月30日 湖北町            | 湖北町                           | 平成22年1月1日 長浜市に編入  | 長浜市 |
| 甲津原村       | 甲津原村              | 東草野村                   | 東草野村                     | 東草野村               | 昭和31年9月1日 坂田郡伊吹村の一部 | 昭和46年2月1日 町制 坂田郡伊吹町 | 平成17年2月14日 米原市の一部 | 米原市 |
| 曲谷村         | 曲谷村                | 東草野村                   | 東草野村                     | 東草野村               | 昭和31年9月1日 坂田郡伊吹村の一部 | 昭和46年2月1日 町制 坂田郡伊吹町 | 平成17年2月14日 米原市の一部 | 米原市 |
| 甲賀村         | 甲賀村                | 東草野村                   | 東草野村                     | 東草野村               | 昭和31年9月1日 坂田郡伊吹村の一部 | 昭和46年2月1日 町制 坂田郡伊吹町 | 平成17年2月14日 米原市の一部 | 米原市 |
| 吉槻村         | 吉槻村                | 東草野村                   | 東草野村                     | 東草野村               | 昭和31年9月1日 坂田郡伊吹村の一部 | 昭和46年2月1日 町制 坂田郡伊吹町 | 平成17年2月14日 米原市の一部 | 米原市 |
| 上板並村       | 上板並村              | 東草野村                   | 東草野村                     | 東草野村               | 昭和31年9月1日 坂田郡伊吹村の一部 | 昭和46年2月1日 町制 坂田郡伊吹町 | 平成17年2月14日 米原市の一部 | 米原市 |
| 下板並村       | 下板並村              | 東草野村                   | 東草野村                     | 東草野村               | 昭和31年9月1日 坂田郡伊吹村の一部 | 昭和46年2月1日 町制 坂田郡伊吹町 | 平成17年2月14日 米原市の一部 | 米原市 |

## 行政
東浅井郡長（第1次）→坂田・東浅井郡長
| 代 | 氏名 | 就任年月日                | 退任年月日                | 備考                       |
| -- | ---- | ------------------------- | ------------------------- | -------------------------- |
| 1  |      | 明治12年（1879年）5月16日 |                           | 任期途中から坂田郡長も兼務 |
|    |      |                           | 明治31年（1898年）3月31日 | 廃官                       |

東浅井郡長（第2次）
| 代 | 氏名 | 就任年月日               | 退任年月日                | 備考                   |
| -- | ---- | ------------------------ | ------------------------- | ---------------------- |
| 1  |      | 明治31年（1898年）4月1日 |                           |                        |
|    |      |                          | 大正15年（1926年）6月30日 | 郡役所廃止により、廃官 |